# Renato Soru
Renato Soru, né le 6 août 1957 à Sanluri, est un homme d'affaires et homme politique italien. Il est le fondateur du fournisseur d'accès à Internet Tiscali, basé en Sardaigne. Il est président de la région de Sardaigne de 2004 à 2008, puis député européen de 2014 à 2019.

## Biographie
Renato Soru est diplômé ès sciences économiques et sociales à la prestigieuse université Bocconi de Milan.
De 1985 à 1990, il travaille auprès de la CBI Merchant à Milan, puis s'installe en indépendant dans le développement de centres commerciaux. En 1995, il crée Czech On Line, une des premières sociétés d'internet, qui s'impose comme le premier fournisseur d'accès en République tchèque.
Il abandonne progressivement le secteur de l'immobilier pour créer Tiscali, une société cotée au nouveau marché de Milan en 1999, présente désormais dans 14 pays européens et en Afrique du Sud.
Son mouvement politique, de centre gauche, Projet Sardaigne (Progetto Sardegna) présente des listes ou des candidats lors des élections régionales et provinciales des 8 et 9 mai 2004 qui voient la création de quatre nouvelles provinces sardes. Il est élu président de la région Sardaigne à l'issue de ce scrutin.
En juin 2008, il devient propriétaire du quotidien L'Unità.
Démissionnaire en décembre 2008 de son poste de président de région, il se représente aussitôt aux élections anticipées provoquées par son départ. Le 16 février 2009, il recueille 42,9 % des voix, et est nettement battu par la liste de droite menée par Ugo Cappellacci, qui l'emporte avec 51,9 %.
Candidat pour le Parti démocrate lors des élections européennes du 25 mai 2014 en Italie insulaire, il remporte 183 380 voix, le plus de voix de préférences, devant la tête de liste Caterina Chinnici et devient député européen le 1er juillet suivant, lors de l'ouverture de la 8e législature. Il devient alors membre de la commission des affaires économiques et monétaires.
Le 9 mai 2016, il est suspendu du groupe S&D après avoir été condamné à trois ans de prison pour fraude fiscale. Il rejoint alors les rangs des Non-inscrits jusqu'en mai 2017, moment où il réintègre le groupe S&D après avoir été acquitté en appel,.
Il est candidat pour les élections régionales du 25 février 2024, à la tête de la liste « Coalition sarde » qui regroupe son parti Projet Sardaigne, le Parti de la refondation communiste, ainsi qu'Action et diverses petites formations politiques.